# Diadegma trichoptilus
Diadegma trichoptilus är en stekelart som först beskrevs av Cameron 1909.  Diadegma trichoptilus ingår i släktet Diadegma och familjen brokparasitsteklar. Inga underarter finns listade i Catalogue of Life.